# Михайло І Комнін Дука
Михайло І Комнін Дука (грец. Μιχαήλ Κομνηνός Δούκας; бл. 1170–1214/1215) — засновник Епірського деспотату.

## Життєпис
Походив з династії Ангелів. Позашлюбний син севастократора Іоанна Ангела Дуки Комніна, дуки Епіру і Фессалії. Народився близько 1170 року.
У 1190 році стає заручником Фрідріха I, імператора Священної Римської імперії, під час Третього хрестового походу, коли той перетинав Босфор. Невдовзі після цього призначається дукою і анаграфевсом малоазійської феми Меласа і Меланоудіон. 1195 року втратив посаду.
1200 року імператор Олексій III знову призначає Михайла дукою феми Меласа і Меланоудіону. У 1201 він підняв заколот проти свого стриєчного брата-імператора. Після поразки втік до Румського султанату. На чолю тюркських загонів став здійснювати напади на візантійські землі в долині річки Меандр.
1204 року після захоплення Константинополя хрестоносцями Михайло увійшов до почту Боніфація Монферратського, засновника Фессалонікійського королівства. Втім потім став вести самостійну політику і спробував організувати опір хрестоносцям на Пелопоннесі. У битві з хрестоносцями біля Оливкового гаю Кунтуроса зазнав поразки і втік до Епіру, де 1205 року заснував незалежну державу в області колишньої феми Нікополь зі столицею в Арті.
Йому вдалося підкорити землі між Діррахієм і Навпактом, включно з цими містами. Сюди стало прибувати багато грецьких біженців з Константинополя, Фессалії і Пелопоннесу, і тому ритори в урочистих промовах назвали Михайла другим Ноєм, що врятував людей від «латинського потопу». Втім Константинопольський патріарх Іоанн X Каматір не визнав Михайла законним правителем і, зробивши свій вибір на користь нікейського імператора Феодора I Ласкара, обрав Нікею місцем своєї резиденції. Внаслідок цього Михайло I розірвав зв'язки з православним патріархом в Нікеї і визнав духовну владу римського папи Інокентія III над Епіром.
1207 року викупив колишнього візантійського імператора Олексія III Ангела з фессалійського полону. Втім той не тривалий час пробув в Епірі, вирішивши захопити Нікейську імперію. Невдовзі Михайло I уклав союз з Борілом, царем Болгарії. Потім став союзником Стреза, болгарського напівнезалежного правителя в Македонії.
Разом з тим Михайло I пручався прагненню Боніфація I, короля Фессалії, підкорити його державу, але вважав за краще визнати свою залежність від Латинської імперії. Він уклав політичний союз з імператором Генріхом I і 1209 року видав свою дочку заміж за Євстафія, брата латинського імператора. При цьому Михайло I нерідко порушував умови укладеної угоди.
У 1210 Михайло I уклав договір з П'єтро Дзіані, дожем Венеційської республіки, яким визнав її зверхність над Епіром, зобов'язався сплачувати 42 літри (1 літра дорівнювала 329 г) гіперпіронів за володіння Діррахієм, а також надав венеційцям широкі торгові привілеї та звільнення від сплати податків. Невдовзі в союзі з загонами венеційців взяв в облогу Фессалоніки, але імператор Генріх I в тому ж році прийшов на допомогу обложеним лицарям і змусив деспота Епіру припинити війну і укласти новий союз з Латинською імперією. Того ж року атакував володіння Жоффруа I де Віллардуена, князя Ахейї. Ймовірно на меті мав зняти облогу Акрокорінфа, яку здійснювали хрестоносці. Втім не досяг успіху.
Водночас завдав поразки Димітрію Прогону, князю Арбенії (сучасна Албанія), захопивши Крую. В результаті це володіння визнало зверхність Епіру. Втім спроба зайняти сербську область Зета зазнала невдачі. Але Михайло I скористався протистоянням між сербськими князями Вуканом та його братом Стефаном, встановивши зверхність над великою жупанією Рашка.
За жорстоке поводження з полоненими і страту на хрестах латинських священиків папа римський Інокентій III відлучив епірського деспота від церкви.
У 1212 Михайло I захопив у латинян місто Ларису, а в 1213 році Діррахій і 1214 року — о. Керкіра — у венеційців, встановив контроль над портами Корінфської затоки.
Наприкінці 1214 або на початку 1215 року Михайла I був вбитий біля Велеграду одним з його слуг під час війни проти Сербії. Трон успадкував його брат Феодор Комнін Дука.

## Родина
1. Дружина — з роду Меліссенів
дітей не було
2. Дружина — донька епірського аристократа
Діти:
- донька (д/н—після 1209), дружина Єсташа, брата Генріха I, імператора Латинської імперії
- Теодора
- Костянтин (д/н—до 1215)
- Марія, дружина Костянтина Маліасена

Коханка:
- бастард Михайло (д/н—1268), 3-й володар Епірського деспотату